# Nina Pawłowicz
Nina Pawłowicz (ur. 10 lipca 1980) – polska judoczka.
Była zawodniczka klubów: KS Lublinianka Lublin (1991-1999), AZS OŚ Poznań (2000-2004). Dwukrotna brązowa medalistka mistrzostw Polski seniorek (1996 w kategorii do 48 kg, 1999 w kategorii do 52 kg).